# Henri Salvano
Henri Michel Salvano est un footballeur international français né le 22 août 1901 à Blida et mort le 15 mai 1964. 

## Biographie
En tant qu’attaquant, il ne fut international français qu’une seule fois, en 1926.
Sa seule sélection fut honorée à Toulouse, contre le Portugal, le 18 avril 1926, devant 16 000 spectateurs, en match amical. Dans ce match, ce fut aussi la première sélection de Georges Bonello, jouant dans le même club que Salvano. Il joua tout le match en tant que titulaire.
Il inscrit le premier but du match, à la 16e minute, une reprise de la tête à la suite d'un centre de son coéquipier en club, Bonello.
Il joua au FC Blida, un club en Algérie. Il remporta le Championnat d'Afrique du Nord de football en 1923 et en 1929.

## Clubs
- FC Blida

## Palmarès
- Championnat d'Afrique du Nord de football

- - Champion en 1923 et en 1929